# Algia satyrina
Algia satyrina is een vlinder uit de familie van de Nymphalidae. De wetenschappelijke naam van de soort is voor het eerst gepubliceerd in 1867 door Cajetan Freiherr von Felder en zijn zoon Rudolf Felder.

## Verspreiding
Deze soort komt voor in Indonesië (Sulawesi, Banggai-eilanden).

## Ondersoorten
- Algia satyrina satyrina (C. & R. Felder, 1867)
  - = Paduca satyrina satyrina (C. & R. Felder, 1867)
- Algia satyrina sibylla (Röber, 1887)
  - = Cirrochroa sibylla Röber, 1887
  - = Paduca satyrina sibylla
  - = Cirrochroa satyrina sibylla
- Algia satyrina similiana (Röber, 1887)
  - = Cirrochroa similiana Röber, 1887
  - = Paduca satyrina similiana
  - = Cirrochroa satyrina similiana